# Gregarinasina
Gregarinasina is een onderklasse van de protisten. Deze vrij grote parasieten leven in de darmen van veel ongewervelde dieren. Ze worden niet gevonden bij gewervelde dieren.
Het is onderverdeeld in de volgende ordes:
- Archigregarinorida
- Eugregarinorida
- Neogregarinorida